# أعمدة باخوس (اللاذقية)
تقع في الجهة الشمالية الشرقية من قوس النصر في مدينة اللاذقية، وعلى مسافة 200 م منه تنتصب أربعة أعمدة ضخمة من الغرانيت ارتفاعها 8 أمتار تعلوها تيجان كورنثيّة من الطراز الإمبراطوري ثلاثة منها على نسق واحد والرابع إلى يسارها بحيث يشكل معها زاوية قائمة وتيجان الأعمدة مزينة بنقوش بنائية جميلة، تعدّ هذه العمارة جزءاً من معبد قديم ينسب إلى باخوس إله الخمر و الكرمة عند الرومان.
كانت الفوضى العمرانية قد زحفت إلى هذه الأعمدة فأحاطتها بجدران حجرية، وأدخلت ضمن بناء استخدم كمسجد في العصر المملوكي منتصف القرن الرابع عشر الميلادي.
قامت الدولة عند تجميل منطقة الصليبة والأشرفية المجاورة لها، بشق طريق في مكن الأعمدة فأزيلت الأبنية المجاورة والجدران التي كانت قائمة بين الأعمدة وما حولها فعاد إليها رونقها السابق.